# Copperfield Dávid (film, 1993)
A Copperfield Dávid (eredeti cím: David Copperfield) 1993-ban bemutatott kanadai–francia televíziós rajzfilm, amely Charles Dickens Copperfield Dávid című regényének adaptációja, és az emberi szereplőket emberhez hasonló állatok alakítják. Az animációs játékfilm rendezője Don Arioli, producerei Michel Lemire és Jacques Pettigrew. A forgatókönyvet Judith és Garfield Reeves-Stevens írta, a zenéjét Joel Hirschhorn és Al Kasha szerezte. Műfaja zenés film. 
Amerikában 1993. december 10-én a televízióban a NBC-en sugározták. Magyarországon két szinkronos változat is készült belőle, amelyekből az elsőt a Duna TV-n 1997. december 26-án, a másodikat az M2-n 2008. december 30-án vetítették le a televízióban.

## Szereplők
| Szereplő          | Eredeti hang      | Magyar hang                        | Magyar hang                   |
| Szereplő          | Eredeti hang      | 1. magyar változat (Duna TV, 1997) | 2. magyar változat (M2, 2008) |
| ----------------- | ----------------- | ---------------------------------- | ----------------------------- |
| Copperfield Dávid | Julian Lennon     | N/A                                | Szente Vajk                   |
| Wickfield Ágnes   | Sheena Easton     | N/A                                | Wégner Judit                  |
| Copperfield Klára | Kelly LeBrock     | N/A                                | Németh Borbála                |
| Murdstone úr      | Michael York      | N/A                                | Bardóczy Attila               |
| Betsey néni       | Andrea Martin     | N/A                                | Náray Erika                   |
| Szabrás           | Howie Mandel      | N/A                                | Magyar Bálint                 |
| Micawber úr       | Joseph Marcell    | N/A                                | Faragó András                 |
| Micawber asszony  | Susan Glover      | N/A                                | Bókai Mária                   |
| Peggotty          | Susan Glover      | N/A                                | Halász Aranka                 |
| Grimby úr         | Richard Dumont    | N/A                                | Bodrogi Attila                |
| Wickfield herceg  | Arthur Holden     | N/A                                | Rudas István                  |
| Dr. Chillip       | Walter Massey     | N/A                                | Kajtár Róbert                 |
| Nagymadár         | Sonja Ball        | N/A                                | Grúber Zita                   |
| Mr. Polly         | Sonja Ball        | N/A                                | Kossuth Gábor                 |
| Madár             | Sonja Ball        | saját hangján                      | Szokol Péter                  |
| Hentes            | Terrence Scammell | N/A                                | Péter Richárd                 |
| Pék               | Terrence Scammell | N/A                                | Kapácsy Miklós                |
| Gyümölcsös        | Terrence Scammell | N/A                                | Láng Balázs                   |

További magyar hangok (2. magyar változatban): Grúber Zita, Haagen Imre, Hegedűs Miklós, Papucsek Vilmos, Téglás Judit

## Betétdalok
| Dal                          | Előadó                                                   |
| ---------------------------- | -------------------------------------------------------- |
| I Hate Boys                  | Andrea Martin                                            |
| I'll Be Your Hero            | Julian Lennon                                            |
| Welcome to My Warehouse      | Michael York                                             |
| Is There Anyone?             | Julian Lennon                                            |
| Something's Gonna Turn Up    | Julian Lennon Joseph Marcell                             |
| Imagination                  | Norman Groulx                                            |
| Is There Anyone? (reprice)   | Sheena Easton                                            |
| Everyone's a Big Cheese Here | Norman Groulx                                            |
| Family Christmas             | Sheena Easton Julian Lennon Joseph Marcell Andrea Martin |